# Skönberga göl
Skönberga göl är en sjö i Vetlanda kommun i Småland och ingår i Emåns huvudavrinningsområde.